# Cteniscus scalaris
Cteniscus scalaris là một loài tò vò trong họ Ichneumonidae.